# Jindřich Freiwald
Jindřich Freiwald (6. června 1890 Hronov – 8. května 1945 Praha) byl český architekt. Byl žákem Jana Kotěry.

## Život
Jindřich Freiwald se narodil v rodině Františka Freivalda, hostinského v Hronově a jeho manželky Josefy, rozené Jiráskové.
V Hronově se vyučil zedníkem a v Praze absolvoval stavitelské oddělení Vyšší průmyslové školy, kde ukončil studium v roce 1910. Poté se stal asistentem Antonína Balšánka. V letech 1913–1915 a 1917–1918 studoval na Akademii výtvarných umění u architekta Jana Kotěry (studium přerušil vojenskou službou v době 1. světové války). V roce 1921 založili s Jaroslavem Böhmem společný ateliér Freiwald a Böhm.
V lednu 1925 se oženil se Zdenčou Hrubešovou.
Od počátku Pražského povstání 5. května 1945 se ho aktivně zúčastnil v Braníku, na Zbraslavi, v Nuslích, Pankráci a Krči, v uniformě kapitána československé armády. Byl zajat ustupujícími Němci a zastřelen. Tělo bylo nejprve uloženo na hřbitově v Braníku, později bylo převezeno a pohřbeno na městském hřbitově v Hronově.

## Dílo
Navrhl a postavil (většinou ve spolupráci s Jaroslavem Böhmem) řadu bankovních domů (Železný Brod, Červený Kostelec, Sobotka, Sušice) a divadel (Hronov, Chrudim, Kolín). K dalším realizacím patři dělnické kolonie v Duchcově a Chustu (Masarykova kolonie, vítěz soutěže na vilovou čtvrť mezi nádražím a hlavním náměstím)  na Podkarpatské Rusi, nájemní dům v Praze v Bubenči (Šmeralova ul.), objekty továrny Aero v Praze ve Vysočanech a Karlíně a kino Aero v Praze na Žižkově.

Navrhl též stavbu Hotelu na Masarykově náměstí v Pardubicích a několik dalších budov v Kolíně.
Při Pražském povstání byl zavražděn nacisty v Braníku (před domem Braník čp.610 v tehdejší ulici Na Křížku č.6 - dnes Vlnitá 32, který ve třicátých letech stavěl pro svého přítele Ferdinanda Krále), kde měl nad kostelem sv. Prokopa svou vilu.

### Soupis díla (neúplné)
- 1912 modernistická vila Na baště sv. Ludmily 11, Praha[7]
- 1912–1913 činžovní dům U Průhonu 1147/7, Praha 7–Holešovice[7]
- 1913–1914 Hotel Start (Paříž), Baťkovo náměstí, Hradec Králové[8]
- 1913–1914 nárožní dům s barevnými skly v zábradlích balkónů, Kaprova 40/12, Praha–Staré Město[7]
- 1914 dům U Říšské brány, Myslbekova 128/1, Praha–Střešovice[7]
- 1920 dům s pekárnou Mostecká 46/18, Praha–Malá Strana[7]
- řadový dům v Týnské uličce 627/8, Praha–Staré Město[7]
- 1921–1922 Víceúčelový objekt továrny Josefa Seyfrieda, Pražská 111, Hradec Králové–Kukleny (s J. Böhmem)[9]
- 1922–1923 Činžovní domy Čelakovského 637–639, Hradec Králové[10]
- 1924–1925 Česká kolonie, Chust, Ukrajina[11]
- 1929 Česká spořitelna, Červený Kostelec[12]
- 1929–1930 Jiráskovo divadlo, Hronov[12]
- 1930 Česká spořitelna, Nové Město nad Metují[12]
- 1931 Občanská záložna, Strakonice[13]
- 1930-1931 Bouda & Prouza, obchodní dům, Uherský Brod (s Jaroslavem Böhmem)[14][15]
- 1930–1933 Kino Aero, Praha 3 - Žižkov, Biskupcova 31
- 1931–1934 Divadlo Karla Pippicha, Chrudim, Čs. partyzánů 6 (základní kámen položen 28. října 1931, slavnostní otevření s uvedením Smetanovy opery Libuše 18. února 1934)
- 1932 Základní Masarykova škola, Ohnišov[12]
- 1932 Palác První české vzájemné pojišťovny, Divišova 829, Hradec Králové (s J. Böhmem)[16]
- 1932 Vila ve Střešovicích na Zástřelu 40, Praha 6 (s J. Böhmem) pro Ing. Bohumila Štolce
- 1932–1933 Husův sbor církve Československé s budovou fary (dokončena 1936), Nové Město nad Metují[12]
- 1933 Hospodářská záložna, Police nad Metují[12]
- 1933 Česká spořitelna, Úpice[12]
- 1933 Česká spořitelna, Česká Skalice[12]
- 1933–1934 Skladiště, montovna a servis továrny Aero, Praha 8 - Karlín, čp. 425, Šaldova 12 a 14, ve spolupráci s Josefem Blechou[17]
- 1934 Aero, továrna letadel, Praha 9 - Vysočany, čp. 305, 908, Kolbenova 40 a 40a[18]
- 1935–1936 Okresní hospodářská záložna v Přešticích
- 1935–1938 řada mohutných vil v Braníku (Nad Kostelem, Na Křížku-dnes Vlnitá ulice, v Kateřinské ulici-dnes Mezivrší)
- 1937 Česká spořitelna, Hronov[12]
- 1938–1939 Hotel U Hájků, Praha (s J. Böhmem)[19]
- 1939 Agrární banka (dnes Český rozhlas), Havlíčkova 292, Hradec Králové (s J. Böhmem)[20]

## Galerie

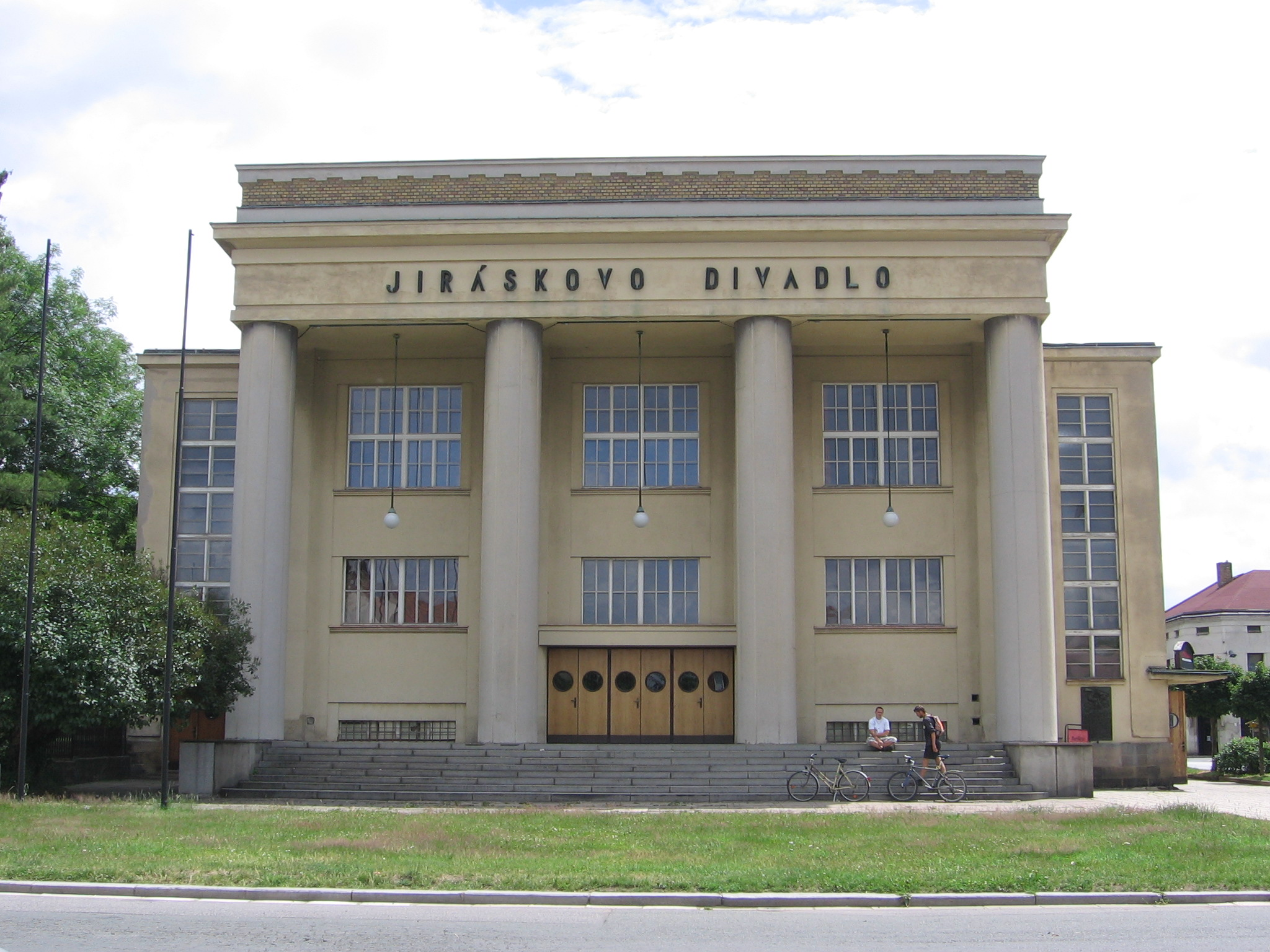
Jiráskovo divadlo v Hronově
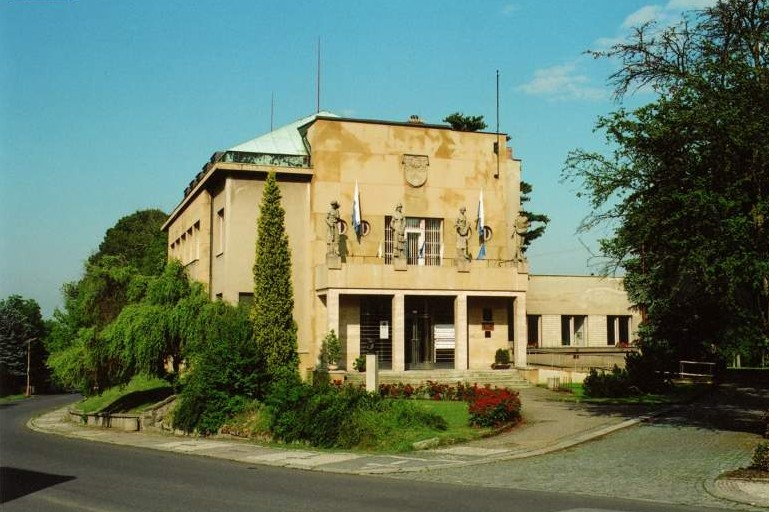
Spořitelna v Sobotce
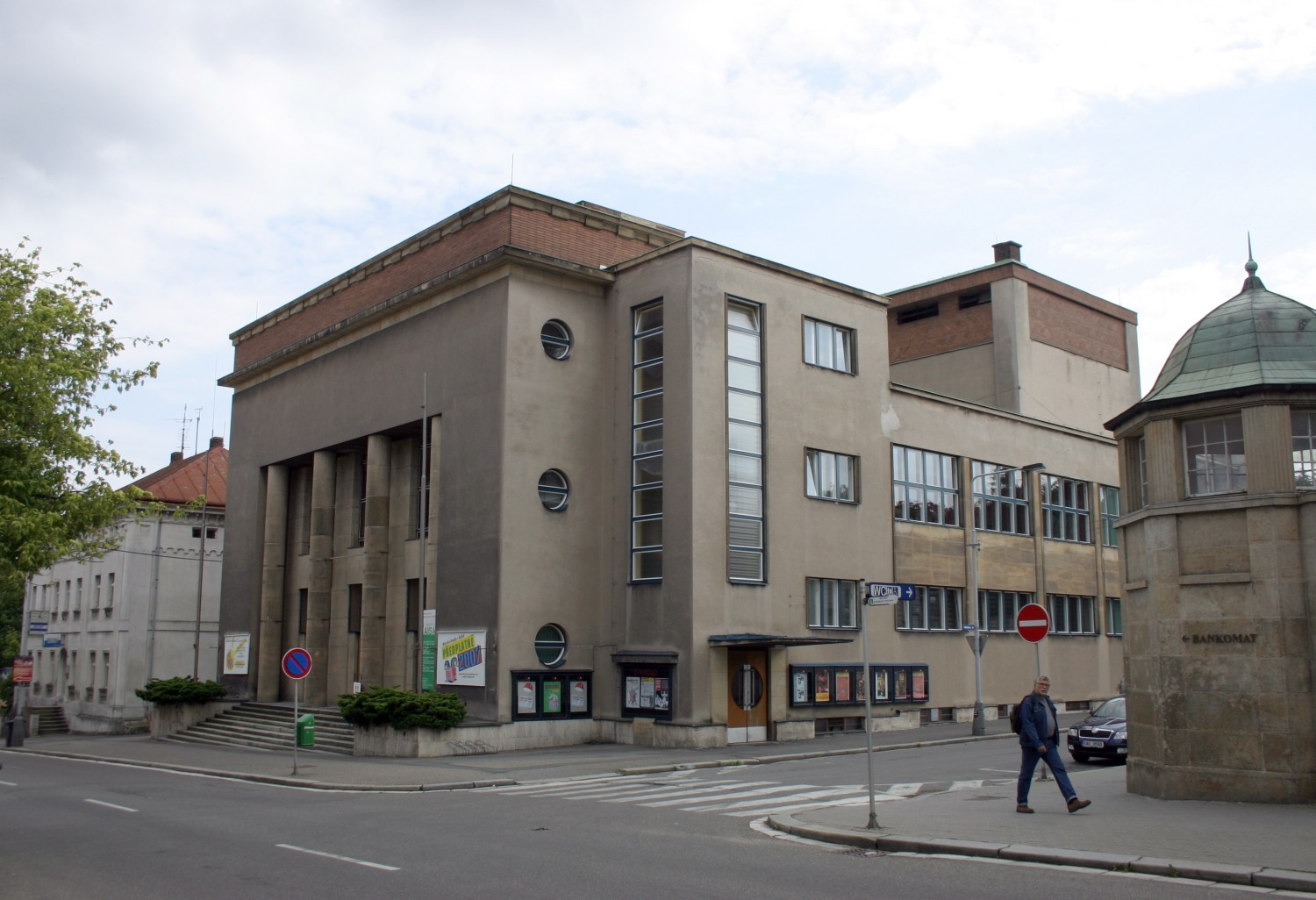
Divadlo v Kolíně
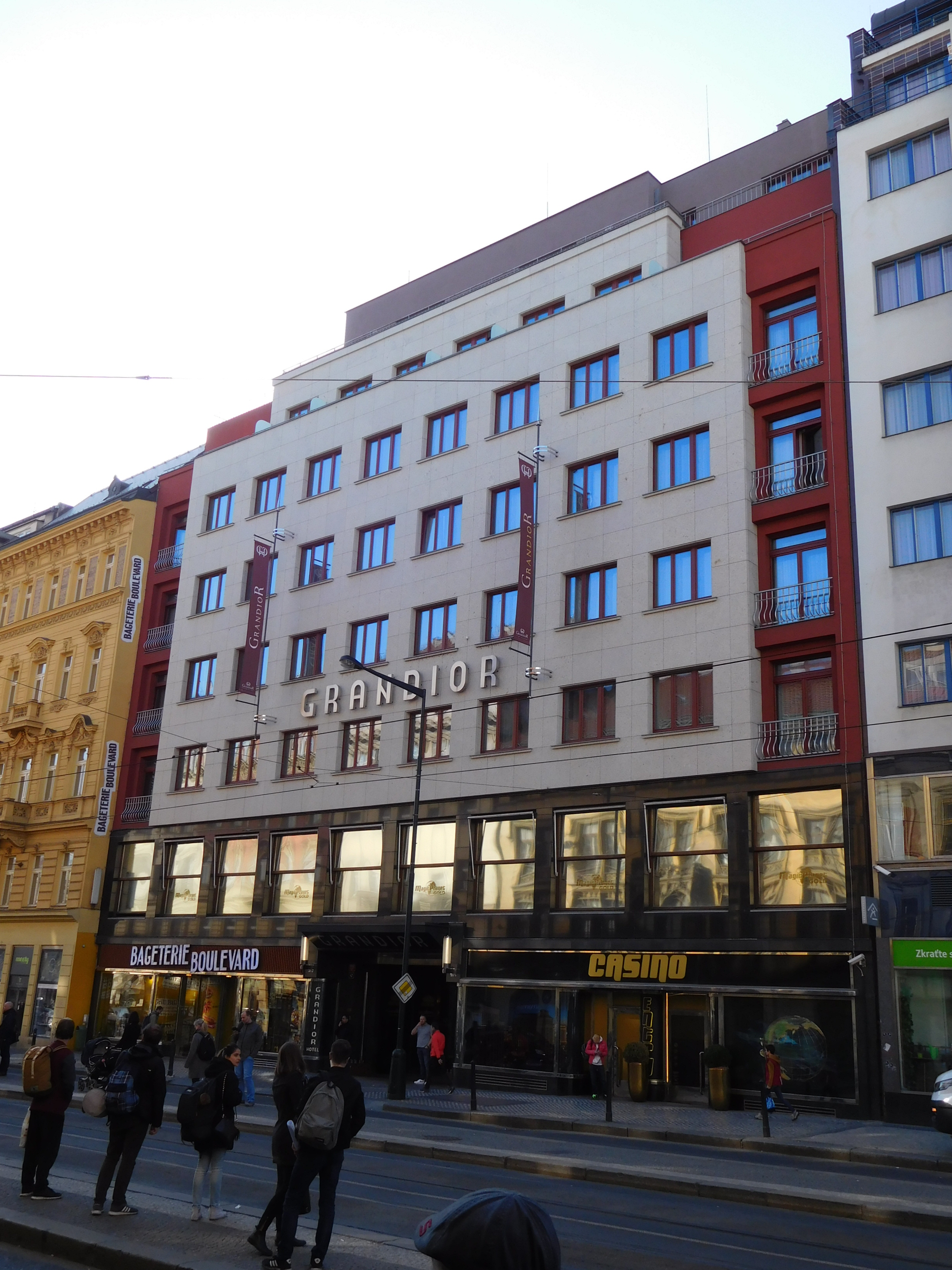
Hotel U Hájků (nyní Grandior) v Praze
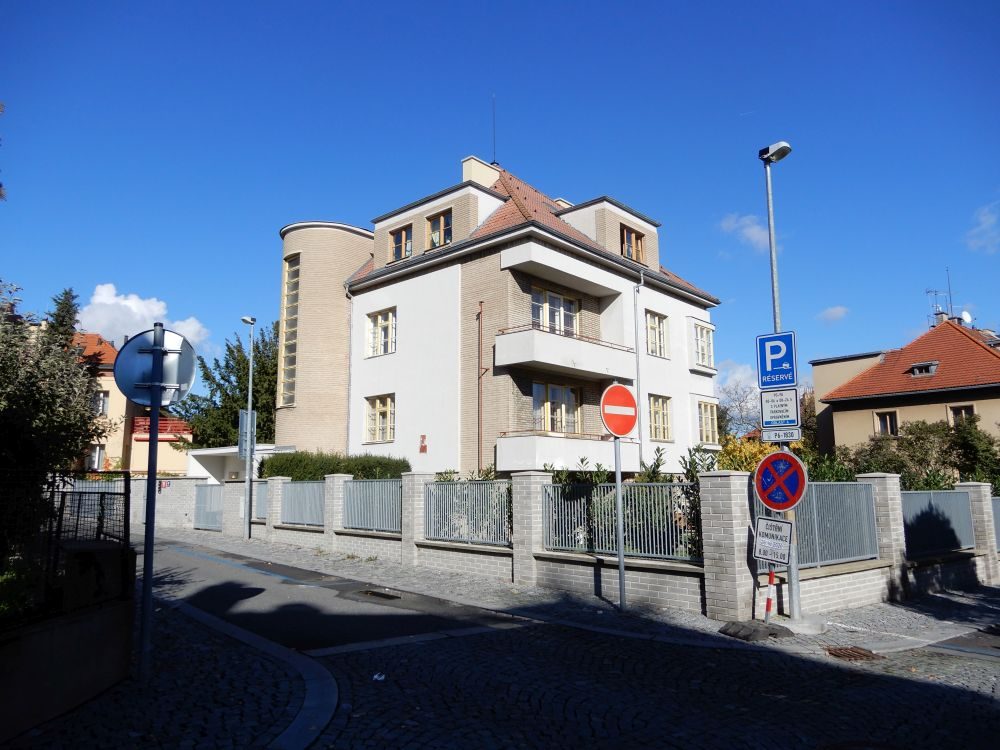
Vila na Zástřelu 40, Praha 6 - Střešovice - MVDr. Bohumila Štolce
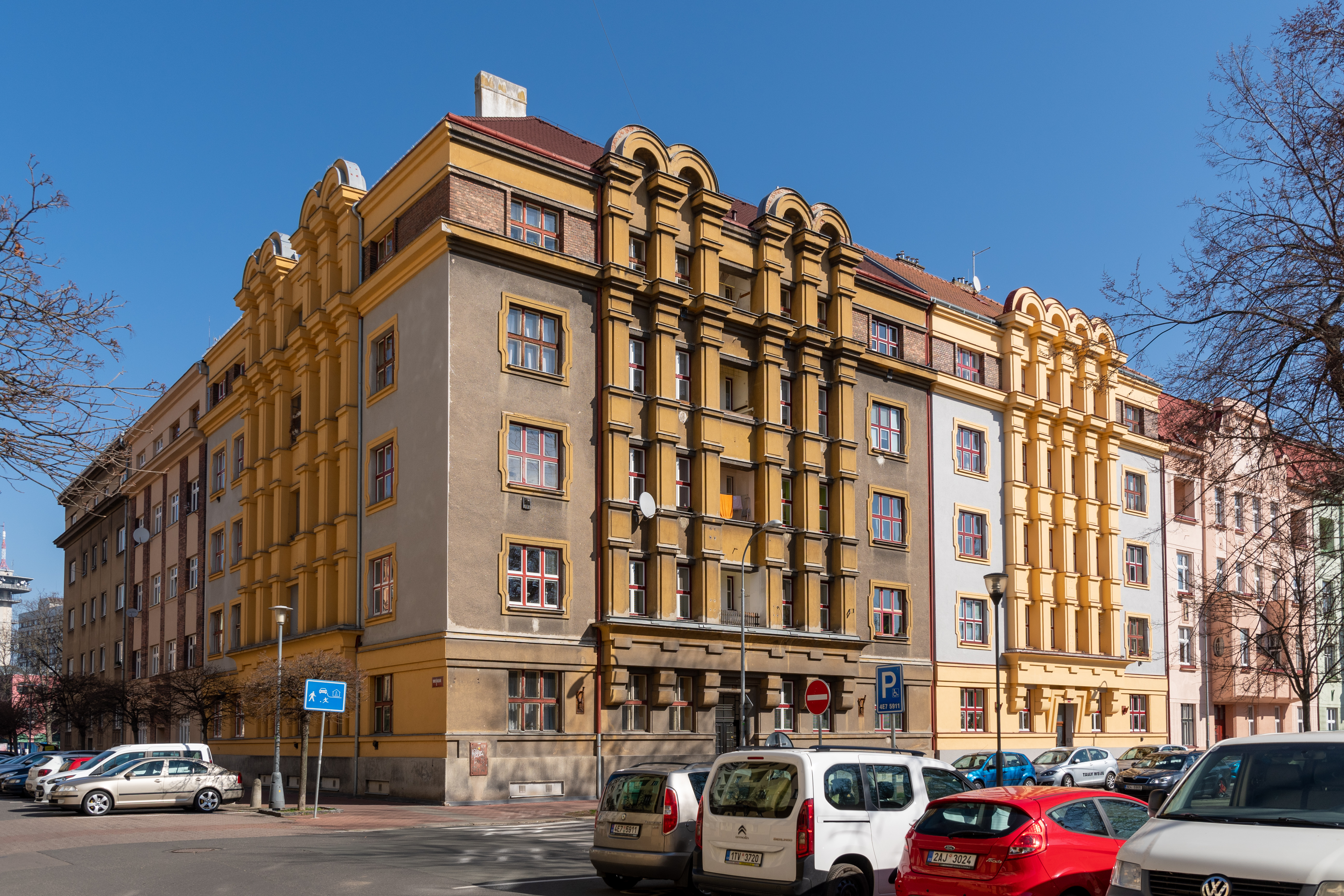
Činžovní dům na náměstí Čs. legií v Pardubicích